# أندي كوكلي
أندي كوكلي (بالإنجليزية: Andy Coakley) هو لاعب كرة قاعدة أمريكي، ولد في 20 نوفمبر 1882 في بروفيدنس في الولايات المتحدة، وتوفي في 27 أغسطس 1963 في نيويورك في الولايات المتحدة.

## وصلات خارجية
- أندي كوكلي على موقعبيزبول رفرنس.كوم (الدوري الرئيسي) (الإنجليزية)
- أندي كوكلي على موقعبيزبول رفرنس.كوم (الدوري الثانوي) (الإنجليزية)
- أندي كوكلي على موقع مشجعي الرسوم البيانية (الإنجليزية)